# Reino Unido en el Festival de la Canción Eurovision 2016
El Reino Unido participó en el Festival de la Canción Eurovision 2016 con la canción "You're Not Alone" escrita por Mate Schwartz, Justin J. Benson Y S. Kanes. La canción fue interpretada por Joe y Jake. La elección de la canción británica para el concurso de 2016 realizado en Estocolmo, Suecia fue elegido a través de la final nacional Eurovision: Tú Decides, organizado por la radioemisora británica BBC. Seis actuaciones compitieron en la final nacional y el ganador fue seleccionado a través del voto público.
Como miembro del "Big 5", el Reino Unido automáticamente califica para competir en la final del Festival de la Canción de Eurovision. Actuando en la posición 25, el Reino Unido quedó vigesimocuarto de los 26 países que participaron, con 62 puntos.

## De fondo
Con anterioridad al concurso del 2016, el Reino Unido ha participado en el Festival de la Canción Eurovision cincuenta y ocho veces. Hasta ahora, el Reino Unido ha ganado el concurso cinco veces: en 1967 con la canción "Puppet on a String" interpretada por Sandie Shaw, en 1969 con la canción "Boom Bang-a-Bang" interpretada por Lulu, en 1976 con la canción "Save Your Kisses for Me" interpretada por Brotherhood of Man, en 1981 con la canción "Making Your Mind Up" actuada por Bucks Fizz y en 1997 con "Love Shine a Light" de interpretada por Katrina and the Waves. Hasta ahora, la nación se caracteriza por haber acabado segunda en un registro de 16 concursos. Hasta 1998, incluyendo este año, el Reino Unido sólo había terminado dos veces fuera de los 10 mejores, en 1978 y 1987. Desde 1999, el año en que fue abandonada la regla de que las canciones tienen que ser interpretadas en una de las lenguas oficiales del país que participa, el Reino Unido ha tenido menos éxito. Hasta ahora sólo ha terminado dentro de los primeros diez lugares dos veces: en 2002 con la canción "Come Back" interpretada por Jessica Garlick y en 2009 con la canción "It's My Time" interpretada por Jade Ewen. Para el concurso del 2015, el Reino Unido acabó en vigesimocuarto lugar de los veintisiete compitiendo con la canción "Still in Love with You" interpretada por Electro Velvet.
La radioemisora nacional británica, BBC, transmite el evento dentro del Reino Unido y organiza el proceso de selección para la participación de la nación. BBC anunció que el Reino Unido participaría en el Festival de la Canción Eurovisión 2016 el 9 de septiembre de 2015. Entre 2011 a 2015, BBC optó internamente seleccionar la entrada británica. Para su entrada el 2016, la radioemisora anunció que una final nacional sería organizada presentando una competición entre varios artistas y canciones para escoger la participación británica para Eurovision. Esto marcó por primera vez desde el 2010 que se llevara a cabo una final nacional involucrando el voto público para seleccionar la canción participante del Reino Unido.

## Antes de Eurovision

### Eurovision:  Tú Decides
Eurovision:  Tú Decides fue la final nacional desarrollada por la BBC para seleccionar la participación británica para el Festival de la Canción Eurovisión 2016. Seis actos compitieron en un espectáculo televisado el 26 de febrero de 2016 realizado en The O2 Forum en la ciudad de Kentish, Londres y presentada por Mel Giedroyc. El ganador estuvo seleccionado enteramente a través de un voto público. El espectáculo estuvo transmitido por BBC Cuatro así como transmitido en línea vía la BBC iPlayer y en el sitio web oficial del Festival de la Canción Eurovision eurovision.tv. La final nacional fue vista por 680,000 espectadores en el Reino Unido con una participación de mercado de 3.2%.

#### Competencia
El 30 de septiembre de 2015, BBC anunció una inscripción abierta para los artistas interesados en entregar sus canciones a través de un registro de video. El periodo de presentación duró hasta el 20 noviembre de 2015. Las presentaciones recibidas de la convocatoria abierta fueron revisadas y una lista fue compilada por la rama británica de fanáticos del club internacional OGAE. Adicionalmente otras presentaciones fueron proporcionadas a la BBC por la Academia Británica de Compositores, Cantautores y Autores (BASCA) quién organizó un concurso de composición entre sus miembros. La BBC también colaboró con el director de música anterior de RCA Records y fundador de Innocent Records, Hugh Goldsmith, para consultar con expertos de la industria de la música que incluyó escritores, productores, directores de artistas y miembros del British Phonographic Industry (BPI) para estimular inscripción e involucrarlos en la final nacional. Las variadas canciones estuvieron incluidas en una lista final que fue presentada a un panel profesional que finalmente seleccionó seis finalistas para competir en la final nacional. Las seis canciones en competencia fueron premiadas durante el espectáculo de Ken Bruce en Radio BBC 2 el 22 de febrero de 2016.

#### Final
Seis artistas compitieron en la final televisada el 26 de febrero de 2016. Además de sus actuaciones, artistas invitados ganadores de anteriores Festivales de la Canción Eurovision fueron incluidos como Måns Zelmerlöw, quién ganó el concurso para Suecia en 2015 con la canción "Héroes", y Katrina Leskanich, quién ganó el concurso para el Reino Unido en 1997 cuando era vocalista de la banda Katrina and the Waves que interpretó "Love Shine a Light" El espectáculo también presentó un homenaje al anterior conductor británico del Festival de la Canción Eurovision Terry Wogan, quién murió en 2016. Un panel de expertos dio su opinión con respecto a las canciones durante el espectáculo. El panel era compuesto por Katrina Leskanich, Carrie Grant (miembro de la banda Sweet Dreams que representó en 1983 al Reino Unido, profesora de canto y presentadora de televisión) y Jay Revell (puesta en escena, director, bailarín y actor). El voto público que consistió en votación telefónica y en línea seleccionó al ganador, "You're Not Alone" interpretada por Joe y Jake.
| Sorteo | Artista           | Canción                | Compositor(es)                                              |
| ------ | ----------------- | ---------------------- | ----------------------------------------------------------- |
| 1      | Dulcima           | "When You Go"          | Tomas Twyman                                                |
| 2      | Matthew James     | "A Better Man"         | Helienne Lindvall, Andrew Fromm, Peter Kvint                |
| 3      | Darline           | "Until Tomorrow"       | Roy Zancada, Joshua Wilkinson, Pato Blackwell, Jack McManus |
| 4      | Karl William Lund | "Miracle"              | Karl William Lund                                           |
| 5      | Bianca            | "Shine a Little Light" | Ceniza Howes, Leona Lewis, Cass Lowe, Richard Stannard      |
| 6      | Joe y Jake        | "You're Not Alone"     | Mate Schwartz, Justin J. Benson, S. Kanes                   |

### Promoción

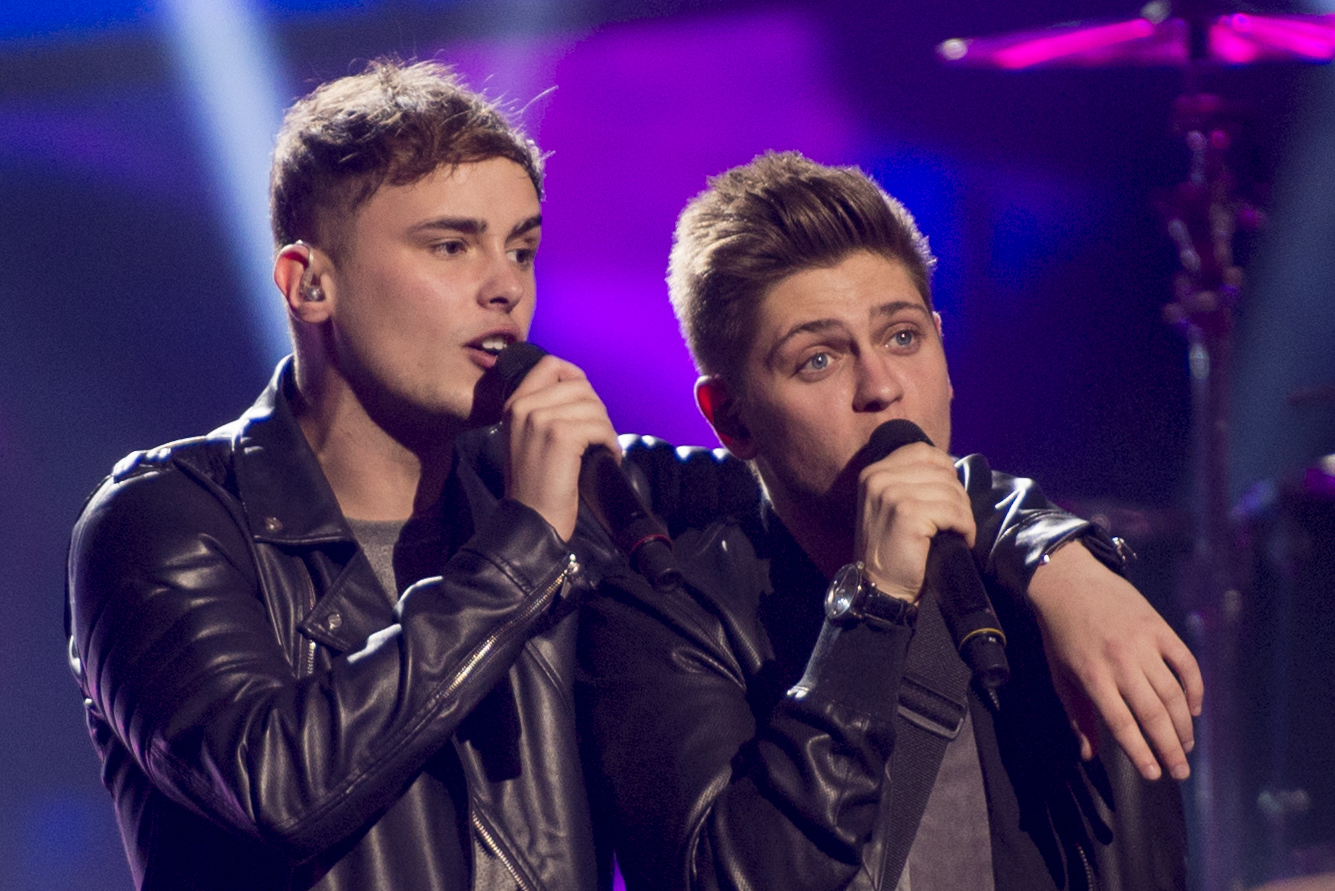
Joe y Jake durante un ensayo antes de la final

Joe y Jake hicieron varias presentaciones a través de Europa para específicamente promover "You're Not Alone" como la entrada británica a Eurovision. El 9 de abril, Joe y Jake actuaron durante el Eurovision en concierto acontecimiento realizado en Melkweg, Ámsterdam, Países Bajos y presentado por Cornald Maas y Hera Björk. Joe y Jake interpretaron "You're Not Alone" en Países Bajos durante el programa de televisión Carlo's TV Café de la radio RTL 4 el 10 de abril. Entre 11 y 13 abril, Joe y Jake participaron en actividades promocionales en Tel Aviv, Israel donde actuaron durante el Israel Calling acontecimiento realizado en el Ha'teatron y grabó una presentación de "You're Not Alone" para el portal de web israelí Walla!.
Además de sus apariciones internacionales, el 15 de abril, Joe y Jake fueron parte de la línea de invitados para la BBC One en el programa The Graham Norton Show donde interpretaron "You're Not Alone" en vivo y fueron entrevistados por el anfitrión Graham Norton. El 17 de abril, Joe y Jake actuaron durante el London Eurovision Party, el cual tuvo lugar en el Café de París en Londres, Reino Unido y presentado por Nicki francés y Paddy O'Connell.

## En Eurovision

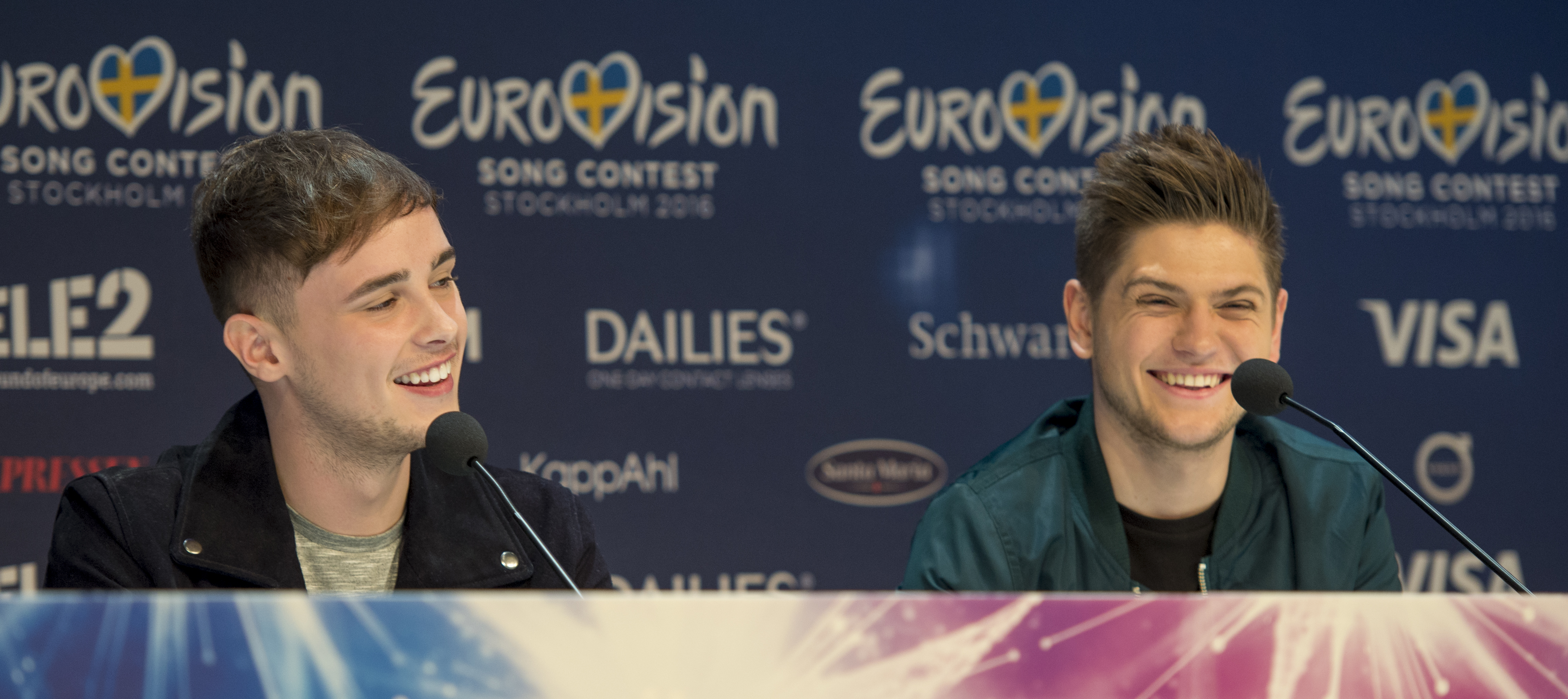
Joe y Jake durante una rueda de prensa.

Según las reglas de Eurovision, todas las naciones con las excepciones del país anfitrión y el "Big 5" (Francia, Alemania, Italia, España y el Reino Unido) son requeridas para competir en una de dos semifinales, y calificar para participar en la final; los diez primeros países de cada semifinal pasan a la final. Como miembro del "Big 5", el Reino Unido automáticamente calificó para competir en la final el 14 de mayo de 2016. Además de su participación en la final, el Reino Unido es también requerido para transmitir y votar en una de las dos semifinales. Durante la calificación a la semifinal el 25 de enero de 2016, el Reino Unido estuvo asignado para transmitir y votar en la segunda semifinal el 12 de mayo de 2016.
En el Reino Unido, las semifinales estuvieron transmitidas por BBC Cuatro y comentado por Scott Mills y Mel Giedroyc. Desde su introducción al formato del Festival de la Canción Eurovision en 2008, las semifinales habían sido transmitidas en el Reino Unido por BBC Tres; sin embargo, después de que BBC Tres se transformara a un servicio televisivo por internet en febrero de 2016, las semifinales fueron movidas a BBC Cuatro. La final estuvo televisada por BBC Uno con comentarios de Graham Norton y transmitido además por BBC Radio 2 con comentarios de Ken Bruce. El portavoz británico, quién anunció la puntuación de 12 puntos otorgada por el jurado británico durante la final, fue Richard Osman.

### Final
Joe y Jake participaron en ensayos técnicos el 7 y 8 mayo, seguido por ensayos generales el 11, 13 y 14 mayo. Esto incluyó el espectáculo del jurado en la semifinal el 11 de mayo donde un clip extendido del rendimiento británico estuvo filmado para retransmitirlo durante el espectáculo en vivo el 12 de mayo y la final de jurado el 13 de mayo donde los jurados profesionales de cada país observaron y votaron a los competidores. Durante las festividades de ceremonia de apertura que tuvo lugar el 8 de mayo, Joe y Jake participaron en un sorteo para determinar en qué lugar de la final el grupo británico sería presentado. El Reino Unido estuvo seleccionado para competir en la segunda mitad. Siguiendo la conclusión de la segunda semifinal, los productores del espectáculo decidieron acerca del orden de la final. El orden para la semifinal y la final estuvo decidida por los productores del espectáculo más que a través del otro sorteo, de modo que las canciones similares no fueron colocadas juntas. El Reino Unido fue posteriormente colocado para actuar en la posición 25, siguiendo la presentación de Austria y antes de Armenia.
El rendimiento británico presentado por Joe y Jake que se presentaron en un escenario predominado por el azul y el morado con pantallas LED mostrando imágenes de las caras de personas que se sacaron "selfies" y que entregaron a la BBC. Además se instalaron focos en el escenario con dos bateristas colocadas en plataformas con luces. Los intérpretes de apoyo que se unieron a Joe y Jake para la presentación fueron Mikey Burke, Chris Moncrieff y Ross Harris. El Reino Unido se ubicó vigesimocuarto en la final, puntuando 62 puntos: 8 puntos del televoto y 54 puntos de los jurados.

### Votación
La votación durante los tres espectáculos estuvo conducido bajo un sistema nuevo que involucró a cada país otorgando dos conjuntos de puntos de 1-8, 10 y 12: uno para el jurado profesional y el otro de televotación. El jurado de cada nación constó de cinco profesionales de la industria quiénes eran ciudadanos del país al que representaban, sus nombres se publicaron antes del concurso para asegurar transparencia. Este jurado evaluó cada presentación basado en: capacidad vocal; puesta en escena; la composición y originalidad de la canción; y la impresión global del acto. Además, ningún miembro de un jurado nacional fue autorizado para ser relacionado en cualquier manera a cualquiera de los actos en competencia en una forma tal que no pudieran votar imparcial e independientemente. El ranking individual de cada miembro del jurado así como los resultados de la televotación fueron liberados poco después de la gran final.
Abajo está un desglose de puntos otorgados al Reino Unido y otorgados por el Reino Unido en la segunda semifinal y la gran final del concurso, y el desglose del jurado que vota y televotación llevado a cabo durante los dos espectáculos:

#### Puntos otorgados al Reino Unido
| Puntos otorgados al Reino Unido (Final) | Puntos otorgados al Reino Unido (Final) | Puntos otorgados al Reino Unido (Final) | Puntos otorgados al Reino Unido (Final) | Puntos otorgados al Reino Unido (Final) |
| Televotación                            | Televotación                            | Televotación                            | Televotación                            | Televotación                            |
| 12 puntos                               | 10 puntos                               | 8 puntos                                | 7 puntos                                | 6 puntos                                |
| 5 puntos                                | 4 puntos                                | 3 puntos                                | 2 puntos                                | 1 punto                                 |
| --------------------------------------- | --------------------------------------- | --------------------------------------- | --------------------------------------- | --------------------------------------- |
| - Australia                             | - Irlanda                               | - Malta                                 |                                         |                                         |
| Jurado                                  |                                         |                                         |                                         |                                         |
| 12 puntos                               | 10 puntos                               | 8 puntos                                | 7 puntos                                | 6 puntos                                |
| - Malta                                 | - San Marino                            | - Irlanda                               | - Rusia                                 |                                         |
| 5 puntos                                | 4 puntos                                | 3 puntos                                | 2 puntos                                | 1 punto                                 |
| - Albania                               | - Australia - República Checa           | - Dinamarca - Estonia                   | - Serbia                                |                                         |

#### Resultados de la votación por parte
Los siguientes cinco miembros comprendieron el jurado británico:
- CeCe Sammy @– Presidente @– entrenador vocal, juez, vocalista, artista
- Seamus Haji @– DJ, productor, remezclador, Un&R, dueño de etiqueta récord, presentador radiofónico, tutor musical a medio tiempo
- Sean McGhee @– cantante, productor, compositor
- Bea Munro @– cantante, compositor
- Kiran Thakrar @– Productor, compositor

| Resultados de la votación por parte del Reino Unido (Semifinal 2) | Resultados de la votación por parte del Reino Unido (Semifinal 2) | Resultados de la votación por parte del Reino Unido (Semifinal 2) | Resultados de la votación por parte del Reino Unido (Semifinal 2) | Resultados de la votación por parte del Reino Unido (Semifinal 2) | Resultados de la votación por parte del Reino Unido (Semifinal 2) | Resultados de la votación por parte del Reino Unido (Semifinal 2) | Resultados de la votación por parte del Reino Unido (Semifinal 2) | Resultados de la votación por parte del Reino Unido (Semifinal 2) | Resultados de la votación por parte del Reino Unido (Semifinal 2) | Resultados de la votación por parte del Reino Unido (Semifinal 2) |
| Sorteo                                                            | País                                                              | Jurado                                                            | Jurado                                                            | Jurado                                                            | Jurado                                                            | Jurado                                                            | Jurado                                                            | Jurado                                                            | Televotación                                                      | Televotación                                                      |
| Sorteo                                                            | País                                                              | C. Sammy                                                          | S. Haji                                                           | S. McGhee                                                         | B. Munro                                                          | K. Thakrar                                                        | Rango mediano                                                     | Puntos                                                            | Rango                                                             | Puntos                                                            |
| ----------------------------------------------------------------- | ----------------------------------------------------------------- | ----------------------------------------------------------------- | ----------------------------------------------------------------- | ----------------------------------------------------------------- | ----------------------------------------------------------------- | ----------------------------------------------------------------- | ----------------------------------------------------------------- | ----------------------------------------------------------------- | ----------------------------------------------------------------- | ----------------------------------------------------------------- |
| 01                                                                | Letonia                                                           | 5                                                                 | 14                                                                | 7                                                                 | 12                                                                | 16                                                                | 11                                                                | 6                                                                 | 5                                                                 |                                                                   |
| 02                                                                | Polonia                                                           | 8                                                                 | 16                                                                | 11                                                                | 14                                                                | 5                                                                 | 12                                                                | 2                                                                 | 10                                                                |                                                                   |
| 03                                                                | Suiza                                                             | 17                                                                | 10                                                                | 8                                                                 | 9                                                                 | 17                                                                | 16                                                                | 18                                                                |                                                                   |                                                                   |
| 04                                                                | Israel                                                            | 1                                                                 | 15                                                                | 9                                                                 | 6                                                                 | 13                                                                | 7                                                                 | 4                                                                 | 9                                                                 | 2                                                                 |
| 05                                                                | Bielorrusia                                                       | 16                                                                | 8                                                                 | 2                                                                 | 11                                                                | 9                                                                 | 8                                                                 | 3                                                                 | 13                                                                |                                                                   |
| 06                                                                | Serbia                                                            | 12                                                                | 13                                                                | 17                                                                | 7                                                                 | 11                                                                | 15                                                                | 17                                                                |                                                                   |                                                                   |
| 07                                                                | Irlanda                                                           | 6                                                                 | 5                                                                 | 5                                                                 | 18                                                                | 15                                                                | 9                                                                 | 2                                                                 | 4                                                                 | 7                                                                 |
| 08                                                                | Macedonia                                                         | 18                                                                | 18                                                                | 18                                                                | 16                                                                | 18                                                                | 18                                                                | 14                                                                |                                                                   |                                                                   |
| 09                                                                | Lituania                                                          | 3                                                                 | 4                                                                 | 4                                                                 | 8                                                                 | 7                                                                 | 3                                                                 | 8                                                                 | 1                                                                 | 12                                                                |
| 10                                                                | Australia                                                         | 2                                                                 | 3                                                                 | 6                                                                 | 2                                                                 | 8                                                                 | 2                                                                 | 10                                                                | 5                                                                 | 6                                                                 |
| 11                                                                | Eslovenia                                                         | 10                                                                | 9                                                                 | 16                                                                | 10                                                                | 12                                                                | 13                                                                | 15                                                                |                                                                   |                                                                   |
| 12                                                                | Bulgaria                                                          | 4                                                                 | 11                                                                | 10                                                                | 5                                                                 | 3                                                                 | 6                                                                 | 5                                                                 | 3                                                                 | 8                                                                 |
| 13                                                                | Dinamarca                                                         | 13                                                                | 17                                                                | 13                                                                | 17                                                                | 14                                                                | 17                                                                | 11                                                                |                                                                   |                                                                   |
| 14                                                                | Ucrania                                                           | 15                                                                | 7                                                                 | 1                                                                 | 4                                                                 | 6                                                                 | 5                                                                 | 6                                                                 | 8                                                                 | 3                                                                 |
| 15                                                                | Noruega                                                           | 9                                                                 | 6                                                                 | 12                                                                | 15                                                                | 10                                                                | 10                                                                | 1                                                                 | 12                                                                |                                                                   |
| 16                                                                | Georgia                                                           | 7                                                                 | 2                                                                 | 3                                                                 | 1                                                                 | 1                                                                 | 1                                                                 | 12                                                                | 10                                                                | 1                                                                 |
| 17                                                                | Albania                                                           | 14                                                                | 12                                                                | 14                                                                | 13                                                                | 4                                                                 | 14                                                                | 16                                                                |                                                                   |                                                                   |
| 18                                                                | Bélgica                                                           | 11                                                                | 1                                                                 | 15                                                                | 3                                                                 | 2                                                                 | 4                                                                 | 7                                                                 | 7                                                                 | 4                                                                 |

| Resultados de la votación de Reino Unido (Final) | Resultados de la votación de Reino Unido (Final) | Resultados de la votación de Reino Unido (Final) | Resultados de la votación de Reino Unido (Final) | Resultados de la votación de Reino Unido (Final) | Resultados de la votación de Reino Unido (Final) | Resultados de la votación de Reino Unido (Final) | Resultados de la votación de Reino Unido (Final) | Resultados de la votación de Reino Unido (Final) | Resultados de la votación de Reino Unido (Final) | Resultados de la votación de Reino Unido (Final) |
| Sorteo                                           | País                                             | Jurado                                           | Jurado                                           | Jurado                                           | Jurado                                           | Jurado                                           | Jurado                                           | Jurado                                           | Televotación                                     | Televotación                                     |
| Sorteo                                           | País                                             | C. Sammy                                         | S. Haji                                          | S. McGhee                                        | B. Munro                                         | K. Thakrar                                       | Rango mediano                                    | Puntos                                           | Rango                                            | Puntos                                           |
| ------------------------------------------------ | ------------------------------------------------ | ------------------------------------------------ | ------------------------------------------------ | ------------------------------------------------ | ------------------------------------------------ | ------------------------------------------------ | ------------------------------------------------ | ------------------------------------------------ | ------------------------------------------------ | ------------------------------------------------ |
| 01                                               | Bélgica                                          | 14                                               | 3                                                | 20                                               | 10                                               | 7                                                | 11                                               | 14                                               |                                                  |                                                  |
| 02                                               | República Checa                                  | 12                                               | 17                                               | 17                                               | 15                                               | 24                                               | 19                                               | 22                                               |                                                  |                                                  |
| 03                                               | Netherlands                                      | 8                                                | 19                                               | 15                                               | 8                                                | 17                                               | 14                                               | 12                                               |                                                  |                                                  |
| 04                                               | Azerbaiyán                                       | 25                                               | 23                                               | 25                                               | 21                                               | 22                                               | 25                                               | 23                                               |                                                  |                                                  |
| 05                                               | Hungría                                          | 4                                                | 14                                               | 23                                               | 20                                               | 15                                               | 16                                               | 16                                               |                                                  |                                                  |
| 06                                               | Italia                                           | 13                                               | 20                                               | 18                                               | 22                                               | 25                                               | 22                                               | 20                                               |                                                  |                                                  |
| 07                                               | Israel                                           | 5                                                | 5                                                | 14                                               | 9                                                | 19                                               | 8                                                | 3                                                | 17                                               |                                                  |
| 08                                               | Bulgaria                                         | 10                                               | 4                                                | 21                                               | 3                                                | 9                                                | 6                                                | 5                                                | 3                                                | 8                                                |
| 09                                               | Suecia                                           | 24                                               | 25                                               | 9                                                | 25                                               | 23                                               | 24                                               | 10                                               | 1                                                |                                                  |
| 10                                               | Alemania                                         | 19                                               | 24                                               | 19                                               | 23                                               | 14                                               | 23                                               | 21                                               |                                                  |                                                  |
| 11                                               | Francia                                          | 6                                                | 10                                               | 5                                                | 7                                                | 11                                               | 5                                                | 6                                                | 11                                               |                                                  |
| 12                                               | Polonia                                          | 16                                               | 21                                               | 24                                               | 14                                               | 8                                                | 18                                               | 2                                                | 10                                               |                                                  |
| 13                                               | Australia                                        | 3                                                | 6                                                | 6                                                | 4                                                | 12                                               | 3                                                | 8                                                | 5                                                | 6                                                |
| 14                                               | Chipre                                           | 1                                                | 7                                                | 2                                                | 11                                               | 16                                               | 4                                                | 7                                                | 9                                                | 2                                                |
| 15                                               | Serbia                                           | 9                                                | 11                                               | 16                                               | 6                                                | 10                                               | 9                                                | 2                                                | 24                                               |                                                  |
| 16                                               | Lituania                                         | 7                                                | 8                                                | 13                                               | 19                                               | 3                                                | 7                                                | 4                                                | 1                                                | 12                                               |
| 17                                               | Croacia                                          | 21                                               | 12                                               | 10                                               | 5                                                | 6                                                | 10                                               | 1                                                | 25                                               |                                                  |
| 18                                               | Rusia                                            | 20                                               | 16                                               | 11                                               | 13                                               | 2                                                | 13                                               | 4                                                | 7                                                |                                                  |
| 19                                               | España                                           | 17                                               | 18                                               | 22                                               | 16                                               | 21                                               | 21                                               | 7                                                | 4                                                |                                                  |
| 20                                               | Letonia                                          | 22                                               | 9                                                | 4                                                | 12                                               | 20                                               | 15                                               | 8                                                | 3                                                |                                                  |
| 21                                               | Ucrania                                          | 11                                               | 1                                                | 1                                                | 1                                                | 5                                                | 2                                                | 10                                               | 6                                                | 5                                                |
| 22                                               | Malta                                            | 18                                               | 13                                               | 8                                                | 17                                               | 4                                                | 12                                               | 15                                               |                                                  |                                                  |
| 23                                               | Georgia                                          | 2                                                | 2                                                | 3                                                | 2                                                | 1                                                | 1                                                | 12                                               | 19                                               |                                                  |
| 24                                               | Austria                                          | 23                                               | 15                                               | 12                                               | 18                                               | 13                                               | 17                                               | 13                                               |                                                  |                                                  |
| 25                                               | Reino Unido                                      |                                                  |                                                  |                                                  |                                                  |                                                  |                                                  |                                                  |                                                  |                                                  |
| 26                                               | Armenia                                          | 15                                               | 22                                               | 7                                                | 24                                               | 18                                               | 20                                               | 18                                               |                                                  |                                                  |